# Nemira
Nemira è una delle prime case editrici indipendenti nate in Romania dopo la rivoluzione del 1989. Fu fondata nel 1991 a Bucarest da Valentin Nicolau.

## Storia della casa editrice
Tra il 1991 ed il 1993, Nemira si è imposta sul mercato rumeno con la collana Nautilus, nella quale furono pubblicati per la prima volta in Romania Stephen King, Frank Herbert, Philip K. Dick, Isaac Asimov, Roberto Quaglia ed in cui sono apparsi i principali capolavori della fantascienza internazionale, contraddistinti dai prestigiosi premi americani (Premio Hugo e Nebula).
Il piano editoriale ha coperto un'ampia varietà di opere di fantascienza e fantasy, nonché di letteratura mainstream. Nemira ha pubblicato per la prima volta in Romania John Kennedy Toole, Paulo Coelho (L'alchimista), Pascal Bruckner, Elias Canetti, Roger Caillois ecc.

## Collane
- Nautilus
- Suspans
- Babel
- Nemira clasic
- Damen tango
- Totem
- Idei politice fundamentale
- Biblioteca de politică
- Biblioteca de istorie
- Biblioteca de psihologie
- Bonton
- Porta magica
- Alte colecţii